# オルタネートルート
オルタネートルートはコンピューター用語の一つ。
インターネットは、ドメインネームシステム(DNS)を、数字からなるIPアドレスやその他の情報をコンピュータの名前と結び付けるために使っている。ドメイン名の階層的構造の頂点は、DNSルートゾーンと呼ばれており、全てのインターネット上のドメイン名の最後にあるトップレベルドメイン(TLD)を維持している。正式なDNSルートはThe Internet Corporation for Assigned Names and Numbers (ICANN)によって管理されている。それ以外にいくつかの組織が「別のDNSルート(Alternative DNS roots (alt rootsとも呼ばれる)、オルタネートルート)」を運営している。これらのオルタネートドメイン名システムは、独自のルートネームサーバを運営し、独自のトップレベルドメインを含む独自の名前空間を管理している。
インターネットアーキテクチャ委員会はRFC 2826の中でオルタネートルートに強く反対している。

## 解説
DNSルートゾーンは全てのトップレベルドメインのための公式なドメイン名サービスへのポインタを保持している。ルートゾーンは、世界中のいくつかの組織によって運営される一群のルートサーバによってホストされており、全ての公式なルートサーバはICANNによって管理されたドメインの特定の認証を受けたリストを使っている。
通常、オルタネートルートは、ICANNによって管理された全てのTLDのサーバへのポインタを以外に、ICANNに認められていないトップレベルドメインへのポインタも含めている。しかし、それらのTLDは他の独立した組織によって運営されている。オルタネートルートのいくつかは、これらのオルタネートTLDを管理する組織によって運営されている。
オルタネートルートは一般には3つのグループに分けられる。1つ目は理想主義的あるいはイデオロギー的な理由で運営されているか、2つ目は営利目的の事業として運営されているか、3つ目は組織自身のために内部的に運営されているかである。
しかし、技術的にはセットアップするのは簡単であるが、実際に信頼できるルートサーバネットワークを維持するのは、地理的に分散した複数のサーバを年中稼働させ続ける必要があり、非常に手間がかかる。
インターネット・バブルの間、オルタネートルートプロバイダは非公式なトップレベルドメインを提供することでしっかりと利益を得ることができると信じられていた。
実際には、少数のインターネットサービスプロバイダ(ISP)しかオルタネートルート業者の提供するドメインを使わなかったし、一般的にはICANNの認証を受けたルートサーバだけがサポートされた。このことはオルタネートルート業者にとっては商業的な失敗となった。
BIZ TLDは、ICANNがNeulevel社の運営する正式なBIZドメインを認める前に、Pacific Root社によって作られ運営されていた。正式なドメインが作られた後もしばらくは、オルタネートルートによってはBIZドメインはNeulevel社ではなくPacific Root 社のサーバでドメイン名の解決をしていた。その結果、同じドメイン名が異なるルートに存在し、異なるIPアドレスを指すという状態が生じていた。このような衝突が起こる可能性があり、インターネットを不安定化させる可能性があるということは、オルタネートルートについての議論の主な論点となっている。多くのオルタネートルートは互いに協力しようとしているが、協力しようとしないものも多い。そのためオルタネートルート間に存在する衝突を解決するプロセスも存在していない。

## オルタネートルートと扱うドメインの一覧
以下にオルタネートルートの一覧を示す。また、ICANNの認証したgTLDとccTLDに加えて運用しているTLDについても示す。

### 活動中の公開されているルートゾーン

#### Public-Root
- ウェブサイト: www.public-root.com
- Public-Rootでは複数のTLDを世界中で名前の解決ができる。これは代替となるオープンなDNSインフラを、世界中に置いた13の自前のルートサーバで提供するために作っている。
- INAICによって管理されている。

#### OpenNIC
公開ウェブサイト: www.opennicproject.org
- bbs Telnetスタイルの掲示板サーバと、関連するウェブサイトのため。
- dyn  OpenNICコミュニティで認証され、2008年中頃に導入される予定である。ダイナミックDNSのため。
- free  インターネットの非商用での利用のため。
- fur  ファーリーとファーリー・ファンダム関連サイトのため。
- geek  ギーク的なもの全てのため。
- glue  インフラ関連のサイトのため。
- indy  独立したニュースとメディアのため。
- ing  楽しいTLD。詳細はまだ決められていない。
- null  その他の非商用の個人サイトのため。
- oss  オープンソースソフトウェアのため。
- parody  パロディのため。
- eco  社会的責任投資(SRI)、エコロジーに関連した組織のため。

#### New.Net
ウェブサイト: www.new.net
- agent
- arts
- auction
- chat
- shop
- free
- golf
- llc
- llp
- love
- ltd
- school
- scifi
- soc
- video
- travel  ICANNの認証したtravel TLDと衝突している。
- tech
- kids
- church
- game
- mp3
- med
- mail
- xxx　IFFORにより認可されたインターネットポルノ向けの xxxTLDと衝突している。
- club
- inc
- law
- family
- sport

#### UnifiedRoot
ウェブサイト: www.unifiedroot.com
- UnifiedRootは、全ての存在するTLDを有効であり、50,000ドルで新しいTLDを追加することができる(別途、年間12,500ドルの維持費が必要となる)。

ユーザの視点から見れば、ユーザのDNSの設定をUnifiedRootのサーバを参照するように変更することで働くようになる。Windowsであれば、変更をするソフトウェアをダウンロードできる。UnifiedRootはISPと電話会社と契約し、TLDへアクセスできるようにしている。UnifiedRootはTLDで国際化ドメイン名をサポートしている。

#### Namespace
ウェブサイト: namespace.org
- ここで挙げられている多くのゾーンについて名前を解決できる。

#### MobileTLD
ウェブサイト: www.mobiletld.com
- MobileTLDは携帯端末のためのドメイン名の解決をするとしている。

#### Open RSC
ICANNによるDNS名前空間の管理に挑戦する組織の有名なものとしてOpen RSCがある。このグループは非公開の議論から生まれ、公開のメーリングリストに移り、アメリカ合衆国政府がDNSを運営すべきとの陳情をすると決めるに十分なほどのグループに成長した。
法人の規約はOROCの立場の概要となっており、DNSをどのように運営すべきかという方法についての公開の議論に沿っている。
ICANNの議長であるEster Dysonはアメリカ商務省への返信の中で、ORSCから総会の会員資格についてなどの事項について受け入れると認めた。
ORSCは正式なルートゾーンにないトップレベルドメインを追加したルートゾーンを発表している。
ウェブサイト: www.open-rsc.org
- per  個人のページ
- etc  汎用
- web  ウェブ用
- shop  オンラインショップ
- pickle  単なる一般的なおかしな名前
- sco   スコットランドの文化用
- mail - 電子メール用。迷惑メールを減らしメールサーバを明確に識別できるようにするため

### 活動していない公開されたルートゾーン

#### AlterNIC
AlterNICは1997年に運営を止めた。
- exp
- llc
- lnx
- ltd
- med
- nic
- noc
- porn
- xxx

#### eDNS
eDNSは1998年に運営を止めた。
- biz  ビジネス用途一般
- corp  会社用
- fam  家族とそれに関連するもの
- k12  子どもとそれに関連するもの
- npo  非営利組織用
- per  個人用
- web  ウェブベースのサイト(例えばウェブページなど)

#### Iperdome
Iperdomeは1999年に運営を止めた、
- per  個人用 (を参照のこと)

後にTLDは以下のように変更された。
- biz  ビジネス用途一般
- corp  会社用
- gay ゲイコミュニティとそれに関連するもの
- k12  子どもとそれに関連するもの
- npo  非営利組織
- pol  ポーランドとポーランドの組織に関連するもの
- web  ウェブベースのサイト(例えばウェブページなど)

#### Open Root Server Network (ORSN)
2008年12月31日 00:00 UTCにサービスを停止した。
ウェブサイト: european.orsn.net
- ICANNルートのミラーとして使われた。

### 活動中の非公開のルートゾーン
多くの組織が組織内部のDNSインフラに設定をすることで独自のトップレベルドメインを使っており、これはその組織内からのみアクセスできる。例えば、アメリカ国家安全保障局はnsaドメインを運営しており、多くのNSA内部用の電子メールアドレスはusername@r21.r.nsaのような形式になっており、NSAの組織の構造を反映している。